# Lista de presidentes de Angola
Esta é uma lista dos presidentes de Angola, desde a criação do cargo, na data de sua independência, em 11 de novembro de 1975.

## Lista dos presidentes
Partidos políticos
- Movimento Popular de Libertação de Angola (MPLA)

Símbolos
- †  Morreu no cargo

| №                                       | Retrato                                 | Nome (Nasc.–Morte)                      | Mandato                                 | Mandato                                 | Duração do Mandato                      | Partido político                        |
| República Popular de Angola (1975-1992) | República Popular de Angola (1975-1992) | República Popular de Angola (1975-1992) | República Popular de Angola (1975-1992) | República Popular de Angola (1975-1992) | República Popular de Angola (1975-1992) | República Popular de Angola (1975-1992) |
| --------------------------------------- | --------------------------------------- | --------------------------------------- | --------------------------------------- | --------------------------------------- | --------------------------------------- | --------------------------------------- |
| 1                                       |                                         | Agostinho Neto (1922–1979)              | 11 de novembro de 1975                  | 10 de setembro de 1979[†]               | 3 anos, 9 meses e 29 dias               | MPLA                                    |
| -                                       |                                         | Lúcio Lara (1929–2016)                  | 11 de setembro de 1979                  | 20 de setembro de 1979                  | 10 dias                                 | MPLA                                    |
| 2                                       |                                         | José Eduardo dos Santos (1942–2022)     | 21 de setembro de 1979                  | 27 de agosto de 1992                    | 12 anos, 10 meses e 7 dias              | MPLA                                    |
| República de Angola (1992-presente)     |                                         |                                         |                                         |                                         |                                         |                                         |
| (2)                                     |                                         | José Eduardo dos Santos (1942–2022)     | 27 de agosto de 1992                    | 25 de setembro de 2017                  | 25 anos e 28 dias                       | MPLA                                    |
| 3                                       |                                         | João Lourenço (1954–)                   | 26 de setembro de 2017                  | em exercício                            | Em Exercício                            | MPLA                                    |